# COVID-19-Pandemie in Frankreich
Die COVID-19-Pandemie grassiert seit Anfang 2020 in Frankreich.
Das Ende 2019 erstmals aufgetretene Virus SARS-CoV-2 breitete sich von China ausgehend weltweit aus und verursacht die COVID-19-Pandemie. Frankreich war anfangs eines der am stärksten betroffenen europäischen Länder der Pandemie; im Januar 2020 wurden dort die ersten europäischen Krankheits- und Todesfälle gemeldet. Mitte März wurde ein strenger Lockdown verhängt; die Krankheit hatte sich auf das ganze Land ausgedehnt. Frankreich zählte am 23. Januar 2021 72.255 registrierte Tote, nach Großbritannien (95.981), Italien (84.674) und vor Spanien (55.041). Gesundheitsminister Olivier Véran bestätigte Ende Februar 2021 etwa 25.000 Neuinfektionen. Staatspräsident Emmanuel Macron zeigte Mitte April 2021 trotz unvermindert hoher Infektions- und Todeszahlen eine Lockerungsperspektive für Mitte Mai auf.
Im Juli 2021 stieg die Zahl der Neuinfektionen stark an. Macron kündigte im Juli einen verpflichtenden Gesundheitspass (pass sanitaire) für Gastronomie, Kulturstätten, Sportveranstaltungen und Fernreisen an. Millionen Franzosen buchten danach Termine und ließen sich impfen. Auch eine Mehrheit der 12- bis 17-Jährigen ließ sich impfen. Im September 2021 wurde eine Impfpflicht für das Personal in Krankenhäusern, Altenpflegeheimen und allen Einrichtungen des Gesundheitswesens mit Publikumsverkehr eingeführt. Allen Franzosen über 65 Jahren, die bis zum 15. Dezember 2021 keine Auffrischungsimpfung erhalten haben, wird ihr Gesundheitspass nicht verlängert.
Die hochansteckende Omikron-Variante ist seit Dezember 2021 auch in Frankreich die dominierende Variante. Am 4. Januar 2022 wurden 271.686 Neuansteckungen registriert und die Sieben-Tage-Inzidenz betrug 1851. Mitte Januar betrug sie über 2800.
Vom 24. Januar 2022 bis zum 14. März hatten Ungeimpfte und Nicht-Genesene keinen Zugang mehr zu Restaurants, Bars, Kultureinrichtungen, Sportveranstaltungen und Fernzügen. In diesem Zeitraum musste der neu eingeführte „pass vaccinal“ (Impfpass: Nachweis über Genesung oder Impfung) bei deren Betreten vorgelegt werden. Der Nachweis über einen negativen Corona-Test reichte nicht mehr aus. In Altenheimen, Krankenhäusern und anderen Orten mit vielen Vulnerablen muss weiterhin der pass sanitaire vorgezeigt werden.
Am 12./13. Juli 2022 versuchte die Minderheitsregierung unter Premierministerin Élisabeth Borne vergeblich, angesichts steigender Infektionszahlen (182.000 registrierte Neuinfektionen an einem Tag, 19.159 COVID-Erkrankte im Krankenhaus, davon 1158 auf der Intensivstation) vergeblich, im neuen Gesundheitsschutzgesetz die Möglichkeit zu verankern, bei Einreisenden und Ausreisenden den Impfstatus (Gesundheitspass) überprüfen zu können. 195 Abgeordnete stimmten im Unterhaus dafür und 219 dagegen.

## Verlauf
Ende Januar 2020 wurden drei Erkrankte positiv auf COVID-19 getestet. Am 14. Februar starb einer von ihnen, ein 80-jähriger Tourist aus China. Er gilt als der erste COVID-Todesfall außerhalb Asiens.
Am 25. Februar 2020 wurden zwei neue Infektionen gemeldet, ein aus der Lombardei zurückgekehrter Franzose und eine junge Chinesin, die Anfang Februar aus China zurückgekehrt war. Viele der anfänglichen Infektionen werden auf ein viertägiges Treffen von 2.000 Anhängern der evangelikalen Freikirche Église Porte ouverte chrétienne in Mülhausen Mitte Februar zurückgeführt. Ein weiterer früher Hotspot der Pandemie lag im Département Oise (bei Paris), wo am 28. Februar 18 der landesweit 57 registrierten Erkrankten lebten und drei Tage später Frankreichs dritter COVID-Todesfall registriert wurde.
Möglicherweise war das Virus in Frankreich vorher präsent. Ein möglicher Fall im Großraum Paris stammt vom 27. Dezember 2019, als ein damals 42-Jähriger in einem Krankenhaus im Département Seine-Saint-Denis im Norden der Hauptstadt wegen einer Lungenentzündung behandelt wurde; eine nachträgliche PCR-Untersuchung der dabei genommenen zwischenzeitlich eingefrorenen Sputum-Proben ergab Anfang Mai 2020, dass der Patient mit dem Corona-Virus infiziert gewesen war. Er hatte zuletzt nur eine Reise im August 2019 in sein Heimatland Algerien unternommen und war nur mit seiner Familie in engerem Kontakt gewesen. Seine beiden Kinder waren ebenfalls erkrankt, seine Ehefrau nicht. Die Ehefrau des Patienten hatte direkt neben einem Sushi-Stand mit chinesischen Kollegen gearbeitet. Der deutsche Virologe Christian Drosten äußerte am 12. Mai 2020 im NDR Zweifel an den Schlüssen, zu denen die Forscher in diesem Fall gelangt waren, und beklagte methodische Mängel. Möglicherweise gab es im Elsass noch früher einen COVID-Fall. Dort wurde am 2. Dezember 2019 im Albert-Schweitzer-Krankenhaus in Colmar ein 57-Jähriger mit Atemwegsentzündung aufgenommen und etwa eine Woche lang stationär behandelt. Eine nachträgliche Untersuchung von Computertomographie-Bildern auf Covid-19-typische Symptome und PCR-Tests brachten Anfang Mai Ärzte des Krankenhauses zu der Überzeugung, dass der inzwischen Genesene an Covid-19 erkrankt war. Im Sommer 2020 hat man am selben Krankenhaus einen COVID-19-Fall auf radiologischen Aufnahmen vom 16. November 2019 nachweisen können.
Am 9. März 2020 gab es in Frankreich 1116 bestätigte Infizierte, 19 von ihnen waren gestorben. Bis zum 2. April erhöhte sich die Zahl der registrierten Infizierungen auf 59.105. Die Zahl der Toten wurde bis zum 2. April nur für die in Krankenhäusern Gestorbenen tagesaktuell gemeldet. Erst seit 3. April enthalten die offiziell bekanntgegebenen Zahlen auch die in Alters- und Pflegeheimen sowie anderen sozialen und medizinisch-sozialen Einrichtungen (Établissements sociaux et médico-sociaux, ESMS) Gestorbenen. Am 2. April wurde zum ersten Mal überhaupt seit Beginn der Epidemie eine Zahl von bis dahin in ESMS an Covid-19 Gestorbenen veröffentlicht. Bis April stieg die Zahl der wöchentlichen Todesopfer stetig an und erreichte in der 15. Kalenderwoche (6. bis 12. April) mit 6315 in dieser Woche registrierten bestätigten Covid-19-Todesfällen ihren Maximalwert; ab dann sank diese Zahl (siehe unten). Am 24. Mai nannte die amtliche Statistik 144.921 Infektionsfälle seit Beginn der Epidemie, darunter 28.367 Tote. Von diesen waren 18.022 in Krankenhäusern gestorben und 10.345 in ESMS. Insgesamt waren etwa die Hälfte der Toten (14.061 Personen) Heimbewohner.
Diese Zahlen beinhalten allerdings nicht alle ESMS. Covid-19-Tote, die in der eigenen Wohnung starben, sind darin auch nicht enthalten. Ärztevertreter schätzten Anfang Mai, dass die Todesfälle aus einem Drittel aller ESMS immer noch nicht in den offiziell veröffentlichten Zahlen enthalten seien. Die Zahl der in der eigenen Wohnung an Covid-19 Verstorbenen schätzten sie auf 8.000 bis 10.000. Für den Zeitraum vom 1. März bis zum 20. April 2020 gab es in einigen Départements, darunter im Großraum Paris und im Elsass, eine Übersterblichkeit von über 40 %. Für die schlecht funktionierende Erfassung und Analyse wurde unter anderem ein veraltetes Meldewesen verantwortlich gemacht. So wurden 2020 noch 4 von 5 Totenscheinen auf Papier ausgestellt (was die zentrale Erfassung verzögert), obwohl das seit 2007 landesweit elektronisch möglich ist.
Nach dem starken Anstieg der Infektionszahlen im September 2020 waren am 1. Oktober im Großraum Paris 263 von 100.000 Einwohnern (bei den 60- bis 69-Jährigen 133 von 100.000) COVID-19-infiziert. 34 Prozent der Intensivbetten in den Krankenhäusern waren belegt.

## Maßnahmen

### Februar 2020
Der französische Gesundheitsminister Olivier Véran berichtete im Februar 2020, Frankreich bleibe in höchster Alarmbereitschaft. Man erhöhe die Zahl der Labore, die Infektionen nachweisen können und wolle die Kapazität von 400 Tests pro Tag auf mehrere Tausend Tests pro Tag erhöhen. Véran rief die Bevölkerung dazu auf, auf Wangenküsse bei der Begrüßung zu verzichten.

### März 2020
Am 1. März blieb der Louvre für einen Tag geschlossen, nachdem Mitarbeiter aus Sorge über die Infektionsgefahr die Arbeit niedergelegt hatten.
In den Schuldistrikten von Paris wurden Eltern angewiesen, ihr Kind für zwei Wochen zu Hause zu behalten, falls es kürzlich in China, Hongkong, Macao, Singapur, Korea, der Lombardei oder Venetien war. Kinder in Krippen sollten in diesem Fall ebenfalls zu Hause bleiben.
Am 4. März wurden Apotheken angewiesen, Atemmasken nur noch auf Rezept zu verkaufen, dann wurde eine Reserve von 10 Millionen Atemmasken auf Apotheken im ganzen Land verteilt.
Bildungsminister Jean-Michel Blanquer empfahl am 5. März 2020 das von der staatlichen Fernschule Centre national de l’Enseigenement à distance (CNED) betriebene virtuelle Klassenzimmer. Deutsche Medien betonten, dass – im Unterschied etwa zu Deutschland – das Unterrichtsprogramm in Frankreich landesweit identisch ist, so dass der Fernunterricht die Schüler auf das zentrale Abitur in Frankreich vorbereiten kann. Am 6. März legte die damalige französische Regierung (Kabinett Philippe II) per Dekret einen Maximalpreis für Desinfektionsmittel fest.
Nachdem Véran am 8. März angekündigt hatte, dass öffentliche Versammlungen mit mehr als 1.000 Teilnehmern landesweit nicht mehr genehmigt würden, durften etliche Sport-Großveranstaltungen, darunter die beiden Abschlussbegegnungen des Tournoi de France, nur noch ohne Zuschauer ausgetragen werden.
Am 11. März wurden Besuche in Alters- und Pflegeheimen, auch durch engste Angehörige der Bewohner wie etwa deren Ehepartner oder Kinder, untersagt. Am 12. März gab die französische Regierung die Schließung aller Schulen, Kitas und Universitäten ab dem 16. März bekannt. Am 14. März kündigten viele Kultureinrichtungen ihre Schließung an, zum Beispiel der Louvre, das Centre Pompidou, der Eiffelturm, das Musée d’Orsay und das Schloss Versailles, aber auch um Institutionen in den Provinzen wie das Château de Montsoreau – Musée d’Art Contemporain oder das MUCEM in Marseille.
Am 14. März wurde die Schließung fast aller öffentlich zugänglichen Einrichtungen (bspw. – mit Ausnahmen – Geschäfte, Restaurants, Kinos) angeordnet. Am 16. März ordnete der französische Staatspräsident Emmanuel Macron eine landesweite, partielle Ausgangssperre (confinement) ab dem 17. März an. Die Notwendigkeit, das Haus zu verlassen, ist durch eine vom Arbeitgeber ausgestellten Bescheinigung oder eine Eigenerklärung nachzuweisen.
Ab dem 18. März das Besuchen von Gefängnisinsassen verboten.
Am 25. März wurden erstmals 20 Intensivpatienten in einem umgerüsteten TGV aus dem Grand Est in andere Landesteile verlegt. Mehrfach wurden Patienten aus den am stärksten betroffenen Gebieten Grand Est und Île-de-France in andere Regionen und nach Deutschland, Österreich oder Luxemburg verlegt, weil die Intensivstationen ausgelastet waren (Details siehe unten).

### April 2020
Am 13. April 2020 kündigte Staatspräsident Macron an, die Ausgangssperre bis zum 11. Mai zu verlängern und anschließend schrittweise Schulen und Geschäfte wieder zu öffnen. Gaststätten und Hotelbetriebe sollten auch nach dem 11. Mai noch geschlossen bleiben. Senioren und chronisch Kranke sollten weiterhin zu Hause bleiben.
Mitte April 2020 wurde bekannt, dass etwa 1080 Besatzungsmitglieder des französischen Flugzeugträgers Charles de Gaulle und seiner Begleitschiffe positiv getestet worden. Alle 2300 Besatzungsmitglieder wurden getestet, die Soldaten in Toulon und Umgebung für 14 Tage isoliert; das Schiff hatte zuletzt vom 13. bis 16. März einen Zwischenstopp in Brest eingelegt.
Am 17. April verbot der Präfekt des Départements Morbihan in der Bretagne, Patrice Faure, bis zum 11. Mai den Verkauf alkoholischer Getränke mit Ausnahme von Bier, Wein und Cidre. Er begründete dies mit dem Ziel, häusliche Gewalt einzudämmen. Die Präfektur des nordfranzösischen Départements Aisne hatte am 24. März eine ähnliche Maßnahme verkündet, sie jedoch noch am selben Tag wieder zurückgenommen. Um wirtschaftliche Folgen der Epidemie für Arbeitnehmer und Beschäftigte abzufedern, weitete die Regierung die Möglichkeiten der bis dahin in Frankreich wenig verbreiteten Kurzarbeit von März 2020 an drastisch aus. Am 22. April sagte Arbeitsministerin Muriel Pénicaud, mehr als 10 Millionen Arbeitnehmer seien in Kurzarbeit (activité partielle) und 60 % der französischen Unternehmen nutzten das Instrument. Im Hotelgewerbe seien 90 % der Beschäftigten in Kurzarbeit, im Baugewerbe 93 %, d. h. 1,2 Millionen Personen. Am 15. März 2020 hatte es in Frankreich noch weniger als 106.000 Kurzarbeiter gegeben.
Frankreich war es bis Mitte April nicht gelungen, in großem Ausmaß Tests durchzuführen. So waren nach Angaben der Organisation für wirtschaftliche Zusammenarbeit und Entwicklung (OECD) bis zum 15. April 2020 in Frankreich nur 5,1 von 1000 Bewohnern getestet worden, fast dreimal weniger als im Mittel der OECD-Mitgliedstaaten, weniger als zum Beispiel in der Türkei (5,3) und deutlich weniger als in den USA (9,3) und Deutschland (17). Ein zentrales Problem war nach Medienberichten die Nichtnutzung existierender Kapazitäten in staatlichen Labors. So war bereits Ende März bzw. Anfang April bekanntgeworden, dass ab dem 15. März die tierärztlichen Labors der Départements, die landesweit etwa 100.000 Tests pro Woche hätten durchführen können, ihre Dienste den regionalen Gesundheitsämtern (Agences régionales de santé, ARS) angeboten hatten. Wegen schleppender Bearbeitung und administrativer Hürden wurden diese Ressourcen aber erst ab dem 5. April allmählich für Tests an menschlichen Proben genutzt. Ähnliche Schwierigkeiten bestanden bei der Nutzbarmachung von Laborkapazitäten in Forschungseinrichtungen. Ab dem 22. März hatten die großen, landesweit tätigen Forschungseinrichtungen CNRS, Inserm, INRAE, CEA und Inria etwa 50 ihnen unterstehende Labors identifiziert, die geeignete Testkapazitäten hatten. Am 21. April waren jedoch weniger als fünf davon tatsächlich mit Covid-19-Tests betraut. Wissenschaftler der Labors beklagten nie zuvor erlebte bürokratische Schwierigkeiten sowie das Verbot durch ihre Arbeitgeber, sich kritisch zum Krisenmanagement der Regierung zu äußern. Auch Verbandsvertreter der kommerziell tätigen medizinisch-biologischen Labore für klinische Tests kritisierten, dass sie ab März mehrere Wochen lang von den Behörden daran gehindert worden seien, Tests durchzuführen, da die politisch Verantwortlichen diese ausschließlich durch Krankenhäuser hätten durchführen lassen wollen. Unter anderem war die Kostenerstattung verweigert worden. Erst nach juristischen Schritten der privaten Labore hätten diese tätig werden können.
Am 30. April brach der französische Fußballligaverband LFP die laufende Saison der Ligue 1 vorzeitig ab. Paris Saint-Germain wurde zehn Spieltage vor Saisonschluss zum Fußballmeister erklärt. Die Liga reagierte damit auf das Verbot der Politik, Sport- und Großveranstaltungen auszutragen.

### Mai 2020
Am 2. Mai beschloss die Regierung Philippe II, den Gesundheitsnotstand bis zum 24. Juli zu verlängern. Zugleich kündigte sie eine 14-tägige Quarantänepflicht für Rückkehrer aus dem Ausland (nicht aber für solche aus anderen EU-Staaten, dem Schengen-Raum oder Großbritannien) an.
Am 5. Mai wurde bekanntgegeben, dass die französische Regierung nach Kritik von Medienvertretern eine Webseite namens Désinfox Coronavirus vom Netz genommen habe, die seit Anfang April online gewesen war. Auf der Webseite hatte der Kommunikationsdienst der Regierung (Service d’information du gouvernement, SIG) eine Auswahl von Presse-Websites und Artikeln präsentiert und verlinkt, die ihrer Meinung nach „im Rahmen der Gesundheitskrise gegen Fake News kämpf[t]en“. Die von der Regierung derart ausgezeichneten Medien waren France Info, Libération, 20 minutes, Le Monde und die Agence France-Presse. Mehrere leitende Vertreter der ausgewählten Medien hatten sich gegen das Vorgehen der Regierung verwahrt und kritisiert, die Regierung mache sich damit zum Schiedsrichter über journalistische Angebote.
Ab dem 11. Mai wurden die Quarantänebestimmungen schrittweise gelockert; ab dem 2. Juni gab es kaum noch Einschränkungen des öffentlichen Lebens.

### Juni 2020
Am 2. Juni wurde eine Kontakt-Nachverfolgungs-App namens StopCovid bzw. StopCovid France (später umbenannt in TousAntiCovid) veröffentlicht.

### Juli 2020
Der Busfahrer Philippe Monguillot (58) forderte am 5. Juli in Bayonne einige junge Männer auf, einen Mund-Nasen-Schutz aufzusetzen. Zwei der Männer griffen ihn an und fügten ihm so schwere Kopfverletzungen zu, dass er im Krankenhaus für hirntot erklärt wurde und einige Tage später starb. Am 8. Juli nahmen etwa 6000 Menschen an einem Trauermarsch teil. In Paris, Straßburg, Bordeaux und weiteren Städten stoppten Busse um 19.30 Uhr für eine Schweigeminute.

### August 2020
Paris (Département 75) und das Département Bouches-du-Rhône, in dem die Stadt Marseille liegt, gelten per Erlass vom 14. August 2020 wegen gestiegener Zahl der Corona-Neuinfektionen wieder als Zonen, in denen COVID-19 aktiv zirkuliert. Die zuständigen Behörden können seitdem dort das öffentliche Leben einschränken.
Am gleichen Tag reagierte Frankreich auf die von Großbritannien eingeführte Quarantänepflicht für Reisende aus Frankreich und führte eine gleichwertige Maßnahme für Reisende aus Großbritannien ein. Man bedauere die Entscheidung der Regierung Johnson und hoffe auf eine baldige Rückkehr zur Normalität. Reisende aus Frankreich und den Niederlanden müssen nach ihrer Ankunft in Großbritannien vom 15. August 2020 an wieder in eine zweiwöchige Selbstisolation gehen. Großbritannien ist von der COVID-19-Pandemie ähnlich stark betroffen wie Frankreich.
Am 28. August 2020 meldete das französische Gesundheitsministerium 7379 neue Infektionen binnen 24 Stunden. In der letzten Augustwoche wurden in Frankreich über 900.000 Tests durchgeführt; 3,9 Prozent davon waren positiv. Die französische Regierung (seit dem 3. Juli unter Premierminister Jean Castex) hat 21 von insgesamt 101 Départements zum Risikogebiet („zone rouge“) erklärt. Die meisten dieser Départements liegen an der Mittelmeerküste oder in der Metropolregion Paris.

### Oktober 2020
Nach einem starken Anstieg des Infektionsgeschehens im September 2020 einigte sich die französische Regierung (Kabinett Castex) Anfang Oktober 2020 mit der Pariser Bürgermeisterin Anne Hidalgo und der Polizeipräfektur Paris auf die Verhängung des höchsten Alarmzustands sowie die Verhängung umfangreicher Maßnahmen für die Pariser Bevölkerung. Angeordnet wurde die Schließung aller Cafés und Bars; Restaurants dürfen unter verschärften Sicherheitsvorkehrungen geöffnet bleiben. Ebenfalls untersagt wurden alle Messen und Kongresse, auch Sporthallen und Schwimmbäder wurden geschlossen; für Fitnessclubs galt dies bereits zuvor. Die Maskenpflicht bestand ebenfalls bereits. Besuche in Altenheimen dürfen nur noch nach Vereinbarung stattfinden und sind auf zwei Personen begrenzt; Versammlungen von mehr als zehn Personen werden untersagt. Der Verkauf und Konsum von Alkohol auf der Straße wurde ebenfalls verboten. Alle Maßnahmen begannen am 6. Oktober, vorläufig für 15 Tage bis zu einer Neubewertung der Sachlage.
Am 14. Oktober kündigte Staatspräsident Macron an, dass in stark betroffenen Städten (Paris, Lille, Rouen, Saint-Étienne, Toulouse, Lyon, Grenoble, Aix-en-Provence und Marseille) von 21 Uhr bis 6 Uhr mindestens vier Wochen lang Ausgangssperren verhängt werden. Sie galten ab dem 17. Oktober 2020. Für den 25. Oktober wurden die nächtlichen Ausgangssperren auf insgesamt 54 Départements in Frankreich sowie auf das französische Überseegebiet Französisch-Polynesien ausgeweitet. Damit waren 46 Millionen der französischen Bevölkerung von der nächtlichen Ausgangssperre betroffen. Wer gegen die Ausgangssperre verstieß, musste 135 Euro Strafe zahlen. Wenige Tage nach Verhängung der nächtlichen Ausgangssperren, wurden diese auch auf den Tag und bis zum 1. Dezember ausgeweitet.

### März/April 2021
Nach dem abermaligen Anstieg der Infektionsrate im März weitete Präsident Emmanuel Macron Ende März den in Teilen Frankreichs bereits geltenden Lockdown für mindestens vier Wochen (April) auf das ganze Land aus.
Trotz bereits bestehender Pflichten für Reisende, wie das Vorlegen eines negativen COVID-Tests und anschließende Quarantäne, wurden am 13. April zusätzlich alle Flüge aus Brasilien nach Frankreich verboten, um das Einschleppen neuer Virusmutationen zu verhindern.

### Sommer 2021
Im Juli 2021 verursachte die Delta-Variante des Virus über 60 % der Neuinfektionen. Die Zahl der Neuinfektionen stieg von 1851 (26. Juni) auf 21.387 am 21. Juli – auf das 11,5-fache. Die Zahl der Neuinfektionen nahm täglich durchschnittlich um 10 % zu. In den Urlaubshochburgen in der Bretagne, an der Atlantikküste, am Mittelmeer und in den Alpen stiegen die Zahlen noch rasanter als im übrigen Frankreich.
Staatspräsident Macron sagte in einer Fernsehrede am 12. Juli 2021, auch für die Gesamtbevölkerung stelle sich die Frage der Impfpflicht. Frankreich führt angesichts der stark gestiegenen Zahlen und der besonders ansteckenden Delta-Variante eine verpflichtende Corona-Impfung für Personal im Gesundheitsbereich ein. Die Nationalversammlung hat das Gesetz am 23. Juli gebilligt und der Senat am gleichen Tag seine Beratungen begonnen. Der Senat hat das Gesetz am 26. Juli gebilligt und einige Regelungen abgemildert. Der Verfassungsrat muss das Gesetz noch prüfen; dann kann es in Kraft treten. Diese Entscheidung wird am 5. August erwartet.
Premierminister Jean Castex kündigte an, dass in der letzten Juliwoche und der ersten Augustwoche insgesamt fünf Millionen neue Impftermine freigegeben werden. Er verkündete das Ziel, dass bis Ende August 50 Millionen Franzosen eine erste Impfung erhalten haben. Ende Juli fand die 40-millionste Erstimpfung statt. Am Sonntag, 25. Juli wurden 22.727 Neuinfektionen und 22 COVID-Tote registriert. Am 6. August 2021 wurden 26.314 Neuinfektionen an einem Tag registriert. Nach Massenprotesten am 7. August hat die Regierung Lockerungen bei der Testpflicht für Ungeimpfte angekündigt.

### Dezember 2021
Anfang Dezember erreichte die Zahl der Covid-19-Patienten in den Krankenhäusern Frankreichs mit 11.000 das Niveau von Ende August. Die Diskotheken und Nachtklubs des Landes mussten für vier Wochen schließen. Im Schulunterricht wurde die Maskenpflicht wieder eingeführt. Mitte des Monats wurden erstmals seit Mai 2021 wieder mehr als 3.000 Covid-19-Patienten in den Intensivstationen des Landes registriert. Die Zahl der täglichen Neuinfektionen überschritt zudem 50.000, weshalb eine 2G-Pflicht am Arbeitsplatz diskutiert wurde. Da daneben eine große Zahl von gefälschten Tests aufgedeckt wurde, wurde eine Anpassung des Gesundheitspasses angekündigt, der in einen Impfpass umgewandelt werden soll.

### Januar 2022
Um einen Stillstand des Landes zu verhindern, verkürzte die Regierung Anfang Januar die Quarantänezeiten. Die Quarantäne für geimpfte Kontaktpersonen wurde unter der Bedingung aufgehoben, dass sie sich alle zwei Tage testen lassen. Zugleich gelten angesichts gestiegener Infektionszahlen seitr dem 3. Januar bestimmte Verschärfungen: In öffentlichen Verkehrsmitteln müssen Kinder ab sechs Jahren (zuvor: ab elf Jahren) eine Maske tragen; das Essen und Trinken in Zügen ist für zunächst drei Wochen verboten. Bereits einige Tage zuvor hatten einige Départements und Städte eine Maskenpflicht für den Aufenthalt im Freien für Menschen ab elf Jahren verhängt.
Bei einer Nachtsitzung der Nationalversammlung am 3./4. Januar 2022 war die Regierungsfraktion von La République en Marche in Unterzahl. Die anwesenden Abgeordneten der Oppositionsparteien überstimmten die Regierungsfraktion und verweigerten eine Fortsetzung der Debatte. Verabschiedet werden sollte ein Gesetz, laut dem Ungeimpfte sich ab dem 15. Januar nicht mehr mit einem negativen Testergebnis 'freitesten' können. Nur noch Geimpfte sollen Zugang zu Restaurants, Cafés, Kinos oder Konzerten erhalten oder Fernreisen mit Bahn, Bus oder Flugzeug machen können. Am 10. April 2022 findet die Präsidentschaftswahl statt; der Wahlkampf hat begonnen.
Am Morgen des 7. Januar billigte die Nationalversammlung das Gesetz. Am 5. Januar wurden mehr als 332.000 Neuinfektionen registriert; die Sieben-Tage-Inzidenz betrug 1908.
Am 10. Januar 2022 begann der Senat die Beratungen über den Gesetzentwurf.
Mitte Januar lag die Sieben-Tage-Inzidenz über 2800. Am 16. Januar 2022 billigte die Nationalversammlung das Gesetz endgültig Ungeimpfte Menschen ab 16 Jahren sollen künftig keinen Zugang mehr zu Gastronomie, Kultureinrichtungen und dem Fernverkehr haben. Die Neuerung ist am 24. Januar 2022 in Kraft getreten.

## Statistik
Entwicklung der Epidemie

Bestätigte Neuinfektionen in Frankreich nach Daten der WHO. Oben kumuliert, unten Tageswerte

Bestätigte Todesfälle in Frankreich nach Daten der WHO. Oben kumuliert, unten Tageswerte

Im Juli 2022 wurde der 150.000 COVID-Tote registriert.

## Überseegebiete
Auch die französischen Überseegebiete blieben nicht von der Pandemie verschont. In Guadeloupe gab es bis zum 26. März 2020 84 Erkrankungen und einen COVID-19-Toten. Am 5. März 2020 gab es die erste COVID-19-Erkrankung in Martinique. Am 15. März wurde dort der erste COVID-Tote gemeldet und es gab 15 registrierte Infizierte in Martinique. Bei einem Bewohner der Insel Saint-Barthélemy wurde am 1. März 2020 eine COVID-19-Erkrankung diagnostiziert. Seine Eltern auf dem französischen Teil der Nachbarinsel St. Martin wurden ebenfalls positiv getestet.
In Französisch-Guayana wurden bis zum 4. März 2020 fünf COVID-19-Erkrankungen bestätigt, alle in Saint-Laurent du Maroni. Der erste Todesfall wurde am 20. April 2020 gemeldet.
Am 11. März 2020 wurde der erste Covid-19-Fall auf Réunion registriert; es war ein 80-Jähriger, der kurz zuvor von einer Reise in die USA über Paris auf die Insel zurückgekehrt war. Am 18. März 2020 stieg die Fallzahl auf 14. Bis zum 23. April 2020 wurden insgesamt 412 COVID-19-Erkrankungen registriert. Am 10. März 2020 wurde auf Mayotte die erste Infektion registriert und am 31. März der erste COVID-Tote.
Der erste Fall der COVID-19-Pandemie auf Französisch-Polynesien wurde am 11. März 2020 bei der Politikerin Maina Sage diagnostiziert, die das Überseegebiet in der französischen Nationalversammlung vertritt. In Neukaledonien gab es am 19. März 2020 zwei COVID-19-Erkrankungen.
Im November 2021 schickte die französische Regierung Spezialeinheiten nach Guadeloupe, nachdem es Ausschreitungen gegen Corona-Maßnahmen gegeben hatte.
| Land                               | Infektionen | Todesfälle |
| ---------------------------------- | ----------- | ---------- |
| Guadeloupe                         |             |            |
| Französisch-Guayana                |             |            |
| Réunion                            |             |            |
| Saint-Barthélemy                   |             |            |
| Französisch-Polynesien             |             |            |
| Martinique                         |             |            |
| Mayotte                            |             |            |
| COVID-19-Pandemie in Neukaledonien |             |            |
| Saint-Martin                       |             |            |
| Saint-Pierre und Miquelon          |             |            |
| Wallis und Futuna                  |             |            |

## Wirtschaftliche Auswirkungen der Pandemie in Frankreich
Innerhalb eines Monats wurden während der Pandemie 800.000 Personen arbeitslos.

## Berichte über Verstöße gegen Eindämmungsmaßnahmen
Ein Journalist namens Pierre-Jean Chalençon behauptete Anfang April 2020 im Fernsehsender M6, es fänden trotz COVID-Einschränkungen in gehobenen Pariser Restaurants illegale Dinner statt, an denen auch Minister teilnähmen. Später behauptete er, dies sei ein Scherz gewesen. Innenminister Gérald Darmanin forderte eine polizeiliche Untersuchung, um dies zu klären.

## Internationale Reaktionen
Am 11. März 2020 wurde die Region Grand Est vom deutschen Robert Koch-Institut als Risikogebiet eingestuft. Die besonders betroffene französische Region umfasste das Elsass, Lothringen, die Champagne und die Ardennen.
Am 21. März 2020 gab Baden-Württemberg bekannt, dass die Unikliniken in Freiburg, Mannheim, Heidelberg und Ulm Beatmungspatienten aus dem Elsass aufnehmen. In der Folge nahmen auch die Uniklinik in Homburg (Saarland) und der Standort Kandel der Asklepios Südpfalzkliniken (Rheinland-Pfalz) Beatmungspatienten aus Frankreich auf. Die drei Schweizer Nachbarkantone Basel-Stadt, Basel-Landschaft und Jura nahmen ebenfalls je zwei schwer kranke Patienten aus dem Elsass auf. Das Nachbarland Luxemburg nahm sieben Patienten auf.
Am 28., 29. und 31. März 2020 erfolgten Transporte von jeweils zwei Patienten mit einem NH90-Hubschrauber der Aviation légère de l’armée de Terre von Metz zum Universitätsklinikum Essen.
Am 29. März 2020 flog ein Militärflugzeug der Luftwaffe zwei COVID-19-Patienten vom Flughafen Straßburg nach Stuttgart, von wo aus sie zum Bundeswehrkrankenhaus Ulm gebracht wurden.
Am 31. März 2020 brachte ein Militärflugzeug der Armée de l’Air sechs Corona-Patienten aus dem Oberelsass vom Flughafen Basel-Mülhausen nach Hamburg. Von dort wurden sie nach Schleswig-Holstein gebracht, zu den UKSH-Standorten Lübeck und Kiel.
Am 1. April 2020 wurden drei französische Intensivpatienten aus dem Elsass an die Universitätskliniken Salzburg verlegt.